# Ekmanochloa
Ekmanochloa är ett släkte av gräs. Ekmanochloa ingår i familjen gräs.
Kladogram enligt Catalogue of Life:
| Ekmanochloa | \| \| Ekmanochloa aristata \| \| \| \| \| \| Ekmanochloa subaphylla \| \| \| \| |
|             | \| \| Ekmanochloa aristata \| \| \| \| \| \| Ekmanochloa subaphylla \| \| \| \| |
|             | Ekmanochloa aristata                                                            |
|             |                                                                                 |
|             | Ekmanochloa subaphylla                                                          |
|             |                                                                                 |